# Amamiclytus squamifer
Amamiclytus squamifer är en skalbaggsart som beskrevs av Holzschuh 1991. Amamiclytus squamifer ingår i släktet Amamiclytus och familjen långhorningar. Inga underarter finns listade i Catalogue of Life.